# Kahnschleuse Quitzöbel
Die Kahnschleuse Quitzöbel gehört zur Wehrgruppe Quitzöbel in der Kolonie Neu-Werben, bei der es sich um einen Ortsteil der Hansestadt Werben (Elbe) im Landkreis Stendal im Norden des Landes Sachsen-Anhalt handelt. Die Wehrgruppe und Kahnschleuse sind erfasst in der Liste der Kulturdenkmale in Werben (Elbe) unter der Erfassungsnummer 094 36544 als Baudenkmal. Die Namensgebung Kahnschleuse Quitzöbel bezieht sich auf den nördlicher gelegenen Ort Quitzöbel im Landkreis Prignitz im Land Brandenburg.

## Geschichte
Insgesamt besteht die Wehrgruppe Quitzöbel aus vier Wehranlagen. Sie ist die letzte Staustufe der Havel. Die Wehrgruppe Quitzöbel schützt die Havelniederung vor Elbehochwasser, dient der Kappung eines Hochwasserscheitels der Elbe, reguliert den Wasserstand der Unteren Havel und ermöglicht eine Niedrigwasseraufhöhung der Elbe.
Aufgrund ihres Alters und des schlechten baulichen Zustandes wurde vom damals zuständigen WSA Brandenburg, heute Wasserstraßen- und Schifffahrtsamt Spree-Havel die Grundinstandsetzung der WSV-Anlagen geplant.
Die Schleuse und das dazugehörige Altarmwehr wurden von 1935 bis 1937 gebaut. Es besteht von Nord nach Süd aus dem 3,60 Meter bis 8,00 Meter breiten Wehrpfeiler, dem 25,00 Meter breiten Wehrfeld, dem 3,85 Meter breiten Mittelpfeiler und der Kahnschleuse. Sie hatte bisher eine nutzbare Breite von 5,30 Meter und einer Nutzlänge von 22,80 Meter. Nach über 70 Jahren Standzeit wies die Anlage erhebliche Schäden auf und musste gesperrt werden. Eine geplante Grundinstandsetzung sollte eine Nutzung der Schleuse von mindestens 50 weiteren Jahren gewährleisten. Die Arbeiten hatten 2009 begonnen und waren zwei Jahre später abgebrochen worden. Verschiedene verfahrens- und haushaltsrechtliche Dinge spielten dabei eine Rolle. Die Bauarbeiten wurden neu vorbereitet, inklusive einer neuen Planung und Ausschreibung. In der neuen Planung sollte 2017 die Sanierung zu beginnen und sie sollte 2019 beendet sein. Bis zu 14,5 Millionen Euro waren eingeplant. Die Anlage befindet sich 2022 noch immer in der Rekonstruktion und ist außer Betrieb und wird voraussichtlich bis 2023 gesperrt bleiben. Die technischen Daten der neuen Anlage sind noch nicht bekannt.

## Karten
- Folke Stender: Redaktion Sportschifffahrtskarten Binnen 1. Nautische Veröffentlichung Verlagsgesellschaft, ISBN 3-926376-10-4.
- W. Ciesla, H. Czesienski, W. Schlomm, K. Senzel, D. Weidner: Schiffahrtskarten der Binnenwasserstraßen der Deutschen Demokratischen Republik 1:10.000. Band 4. Herausgeber: Wasserstraßenaufsichtsamt der DDR, Berlin 1988, OCLC 830889996.